# Bad sector
Um bad sector é um setor de um disco rígido de computador que não pode ser utilizado devido a um dano permanente ou a um atraso no acesso à informação contida no mesmo, quando este atraso é superior a 1000ms o setor é considerado um badblock, tal como um dano físico nas partículas do disco. Setores com acesso entre 1ms~150ms são considerados saudáveis, setores com atraso de acesso superior a 300ms são considerados delayed blocks, a formatação de baixo nível, ou low-level format, formata fisicamente bloco a bloco incluindo a trilha 0, o fato de remarcar o bloco com a mesma informação ou com "NULL" (vazio) pode ressuscitar o bloco, e ele voltar a funcionar normalmente ou apresentar o mesmo problema futuramente.
Ele é usualmente detectado através do uso de software denominado de utilitários tais como CHKDSK em sistema da Microsoft, ou o software badblocks em sistema do tipo Unix-like.
Quando detectado estes programas marcam os setores defeituosos correspondentes chamados cluster, e os sistemas operacionais não mais os utilizam.
Ou setor defeituoso é o nome dado a uma área danificada do disco rígido ou Hard Disk (HD). Esse é um problema físico, isto é, a mídia magnética do disco rígido está com problemas. Os discos Rígidos estão divididos em setores. Os setores defeituosos não são removíveis, mas apenas marcados em uma tabela de setores defeituosos.
Setores ruins, são comumente causados por quedas bruscas de energia, como em computadores pessoais quando a queda de energia ocorre enquanto grandes massas de dados estão sendo escritas, ou quando há variações de tensão em horas igualmente pesadas aos discos rigidos. Pode também acontecer quando massas de dados específicas são escritos em setores ruins.
Bad blocks no setor de boot são bastante perigosos, pois eles podem corromper a partição do HD que contém o sistema operacional. Causando assim a tela azul da morte UNMOUNTABLE_BOOT_VOLUME, que aparece mesmo iniciando o PC em modo de segurança. O comando chkdsk corrige os bad blocks no setor de boot.
Existem programas, tais como o HDD REGENERATOR que em 60% dos casos conseguem remapear o HD, assim inutilizando os 'bad sectors'.